# Яґоти
Яґоти (пол. Jagoty, нім. Jegothen) — село в Польщі, у гміні Лідзбарк-Вармінський Лідзбарського повіту Вармінсько-Мазурського воєводства.
Населення — 71 особа (2011).
У 1975-1998 роках село належало до Ольштинського воєводства.

## Демографія
Демографічна структура станом на 31 березня 2011 року:
|          | Загалом | Допрацездатний вік | Працездатний вік | Постпрацездатний вік |
| -------- | ------- | ------------------ | ---------------- | -------------------- |
| Чоловіки | 37      | 10                 | 22               | 5                    |
| Жінки    | 34      | 3                  | 26               | 5                    |
| Разом    | 71      | 13                 | 48               | 10                   |